# 默里斯維爾 (北卡羅萊納州)
默里斯維爾（英語：Murraysville）是位於美國北卡羅萊納州新漢諾威縣的普查規定居民點。

## 人口
根據2020年美國人口普查的數據，默里斯維爾的面積為22.50平方千米，當中陸地面積為22.31平方千米，而水域面積為0.15平方千米。當地共有人口16582人，而人口密度為每平方千米736.98人。